# 丁瑞莲
丁瑞莲（1963年—），内蒙古多伦县人，汉族，中华人民共和国政治人物、第十一届全国人民代表大会内蒙古地区代表。
毕业于内蒙古农业学校农村经营与管理专业。加入中共，担任内蒙古自治区多伦县多伦淖尔镇水泉村党支部书记。2008年起担任全国人大代表。